# Erich Ribolits
Erich Ribolits (* 2. Dezember 1947 in Wien; † 7. April 2021 ebenda) war ein österreichischer Erziehungs- und Bildungswissenschaftler.

## Leben und Wirken
Ribolits ließ sich zunächst an einer Höheren Technischen Lehranstalt in Elektrotechnik ausbilden. 1976 legte er an der Wiener Berufspädagogischen Akademie des Bundes seine Lehramtsprüfung ab und arbeitete fortan als Berufsschullehrer. Parallel studierte er an den Universitäten Wien und Klagenfurt Pädagogik und Politikwissenschaft. Nachdem er 1984 promoviert hatte, war er ab dem folgenden Jahr als Lehrbeauftragter an diversen berufspädagogischen Akademien tätig. 1988 wurde er als Professor an  die Agrarpädagogische Akademie Wien berufen. Nach mehreren Lehraufträgen und Gastprofessuren an anderen österreichischen pädagogischen Akademien und Universitäten habilitierte er sich 1996 an der Universität Wien. Die Habilitationsschrift wurde unter dem Titel Die Arbeit hoch? Berufspädagogische Streitschrift wider die Totalverzweckung des Menschen im Post-Fordismus publiziert. 2000 wurde er zum Universitätsprofessor an der Universität Wien ernannt. Bis zu seiner Pensionierung 2008 war er dort als Leiter der Forschungseinheit „Aus- und Weiterbildung“ tätig. Bis 2019 war Erich Ribolits als Lehrbeauftragter an den Universitäten Wien, Klagenfurt und Graz tätig und führte bis 2020 seine Publikations- und Vortragstätigkeit weiter.
Er war unter anderem Mitherausgeber der pädagogischen Taschenbuchreihe „schulheft“, in der er zahlreiche Bände redaktionell mitbetreute. Er war weiters Mitglied in zahlreichen Beiräten und Gremien, u. a. bei Ö-Cert, in der wissenschaftlichen Open-Access-Zeitschrift Momentum Quarterly und in der Initiative Kritische Erwachsenenbildung.
Ribolits beschäftigt sich in seinem Werk mit der  Aus- und Weiterbildungsforschung. Dabei setzt er sich u. a. mit der Ökonomisierung der Bildung oder der Pädagogisierung auseinander.

## Werke (Auswahl)
- Die Arbeit hoch? Berufspädagogische Streitschrift wider die Totalverzweckung des Menschen im Post-Fordismus. München, Wien: Profil-Verlag, 1995, 2. durchg. u. erg. Auflage 1997. ISBN 978-3-89019-415-8
- Karma und Aura statt Tafel und Kreide. Der Vormarsch der Esoterik im Bildungsbereich. (Redaktion, gem. m. Johannes Zuber). schulheft 103. Wien: Verein der Förderer der Schulhefte, 2001. ISBN 3-901655-23-9
- Pädagogisierung: Die Kunst, Menschen mittels Lernen immer dümmer zu machen! (Redaktion, gem. m. Johannes Zuber). schulheft 116. Innsbruck, Wien, Bozen: StudienVerlag, 2004. ISBN 3-7065-1993-3
- Verlierer im Überfluss. Bildungssystem und Ungleichheit – Aspekte eines diffusen Zusammenhanges. (Redaktion, gem. m. Michael Sertl, Johannes Zuber). schulheft 123. Innsbruck, Wien, Bozen: StudienVerlag, 2006. ISBN 3-7065-4313-3
- Bildung ohne Wert. Wider die Humankapitalisierung des Menschen. Wien: Löcker, 2009. ISBN 978-3-85409-535-4
- Bildung – Kampfbegriff oder Pathosformel. Über die revolutionären Wurzeln und die bürgerliche Geschichte des Bildungsbegriffs. Wien: Löcker, 2011. ISBN 978-3-85409-607-8
- Kritisch denken: für eine andere Erwachsenenbildung. (Redaktion, gem. m. Ingolf Erler, Daniela Holzer, Christian Kloyber). schulheft 148. Innsbruck, Wien, Bozen: StudienVerlag, 2012. ISBN 978-3-7065-5185-4
- Abschied vom Bildungsbürger. Über die Antiquiertheit von Bildung im Gefolge der dritten industriellen Revolution. Wien: Löcker, 2013. ISBN 978-3-85409-694-8
- Bildung und Emanzipation. (Redaktion, gem. m. Eveline Christof). schulheft 125. Innsbruck, Wien, Bozen: StudienVerlag, 2013. ISBN 978-3-7065-5284-4
- Bildung und Macht. Eine kritische Bestandsaufnahme (Hrsg., gem. m. Eveline Christof). Wien: Löcker, 2015. ISBN 978-3-85409-762-4
- Lust – die ignorierte Dimension der Pädagogik. (Redaktion, gem. m. Eveline Christof). schulheft 171. Innsbruck, Wien, Bozen: StudienVerlag, 2018. ISBN 978-3-7065-5694-1